# Rue des Anglais (Liège)
Ne doit pas être confondu avec Rue des Anglais.
La rue des Anglais est une rue du centre de la ville de Liège (Belgique) située entre la place Saint-Lambert et le carrefour du Cadran.

## Toponymie
Au-dessus de la rue mais ayant sa façade le long de la Montagne Sainte-Walburge, l'ancien collège des Jésuites anglais érigé à partir de 1613 est devenu l'hôpital des Anglais de 1875 à 1984 avant d'abriter aujourd'hui des bureaux du Ministère de la région wallonne. Ces jésuites anglais avaient émigré, étant en désaccord avec les dogmes de l'anglicanisme. Cette voie s'appela rue Sainte-Claire (pour la partie basse) et rue des Jésuites anglais (pour la partie haute) avant de prendre le nom de rue des Anglais en 1863.

## Description
Cette rue mesure environ 290 m. Dans les années 1970, elle a été amputée de quelques dizaines de mètres et de quelques immeubles expropriés pour le percement de la voie rapide de la rue de l'Académie et l'aménagement du carrefour du Cadran. La rue des Anglais se raccorde à la Montagne Sainte-Walburge par la rue proprement dite mais aussi par une volée d'escaliers (55 marches) réalisée dans les années 1880. La voirie pavée en légère côte compte deux virages et applique un sens unique de circulation automobile de la rue Fond Saint-Servais vers la Montagne Sainte-Walburge.

## Patrimoine
La rue possède un intéressant patrimoine architectural principalement du no 32 au 36 où quelques anciens immeubles classés se succèdent : 
- au no 32, la petite maison en brique et en pierre de taille possède au second étage quatre baies en demi-lune[2]. Elle date de la fin du XVIIIe siècle.
- au no 34, l'immeuble plus haut date de la fin du XVIIe siècle[3]. La travée de droite est décalée par rapport aux deux travées de gauche.
- au no 36, le portail du couvent des Capucins, portail en arc en plein cintre de l'ancien couvent des Capucins date de 1601. Il est surmonté par une niche ouvragée avec statue[4].
- non visible de la rue mais (théoriquement) accessible par ce portail et une volée d'escaliers, une maison du XVIIe siècle en brique blanchie possède une tourelle carrée[5].

L'entrée de l'Académie royale des Beaux-Arts se trouve au no 21. Cet imposant bâtiment de style néo-renaissance a été réalisé en 1895 par l'architecte Joseph Lousberg.
On remarque aussi un immeuble de style Art déco au no 28.

## Activités
L'Académie royale des Beaux-Arts organise des cours et ateliers dans la plupart des matières artistiques (peinture, sculpture, dessin, gravure, photographie, etc.)

## Galerie

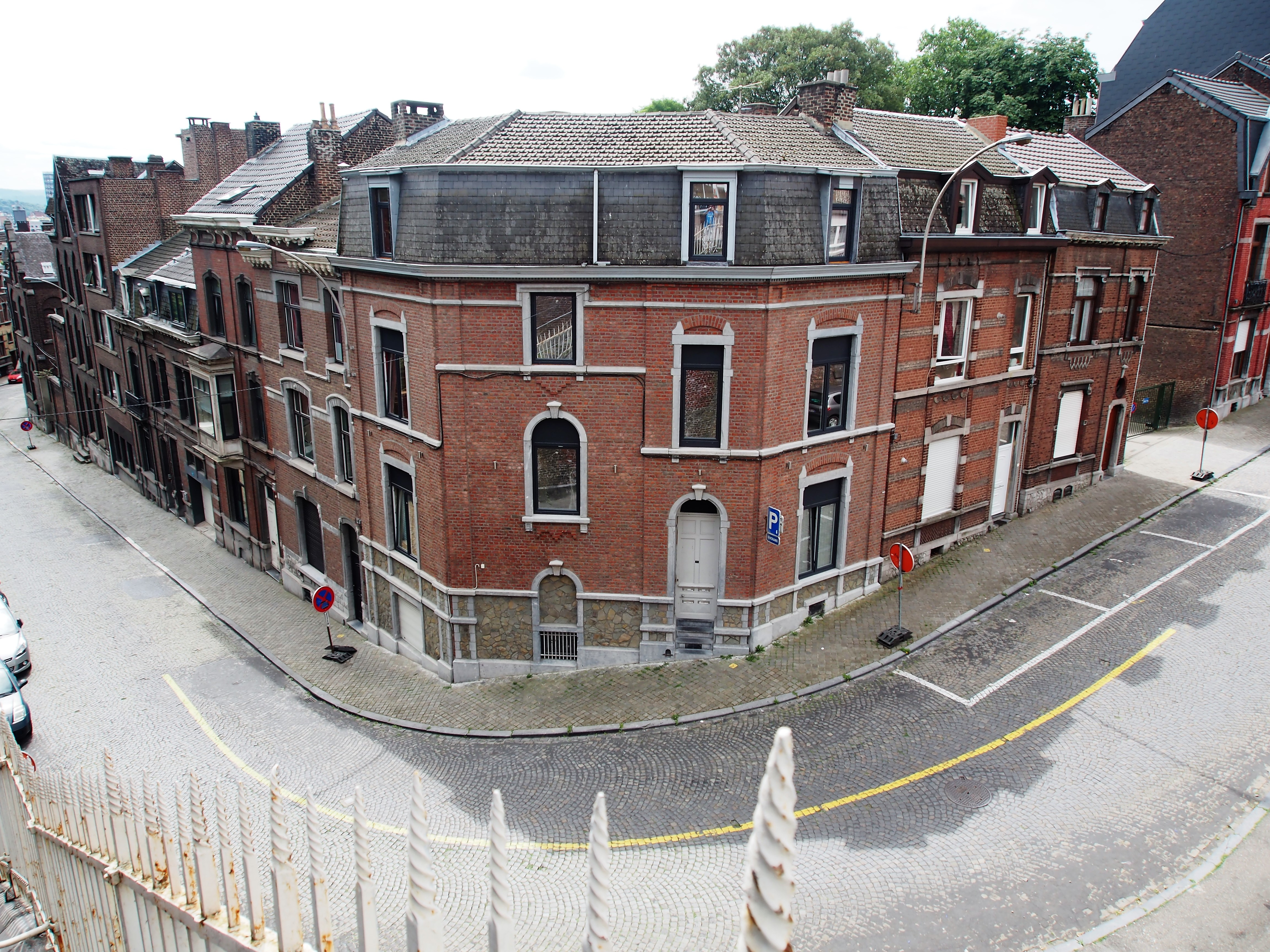
Vue depuis le dessus des escaliers
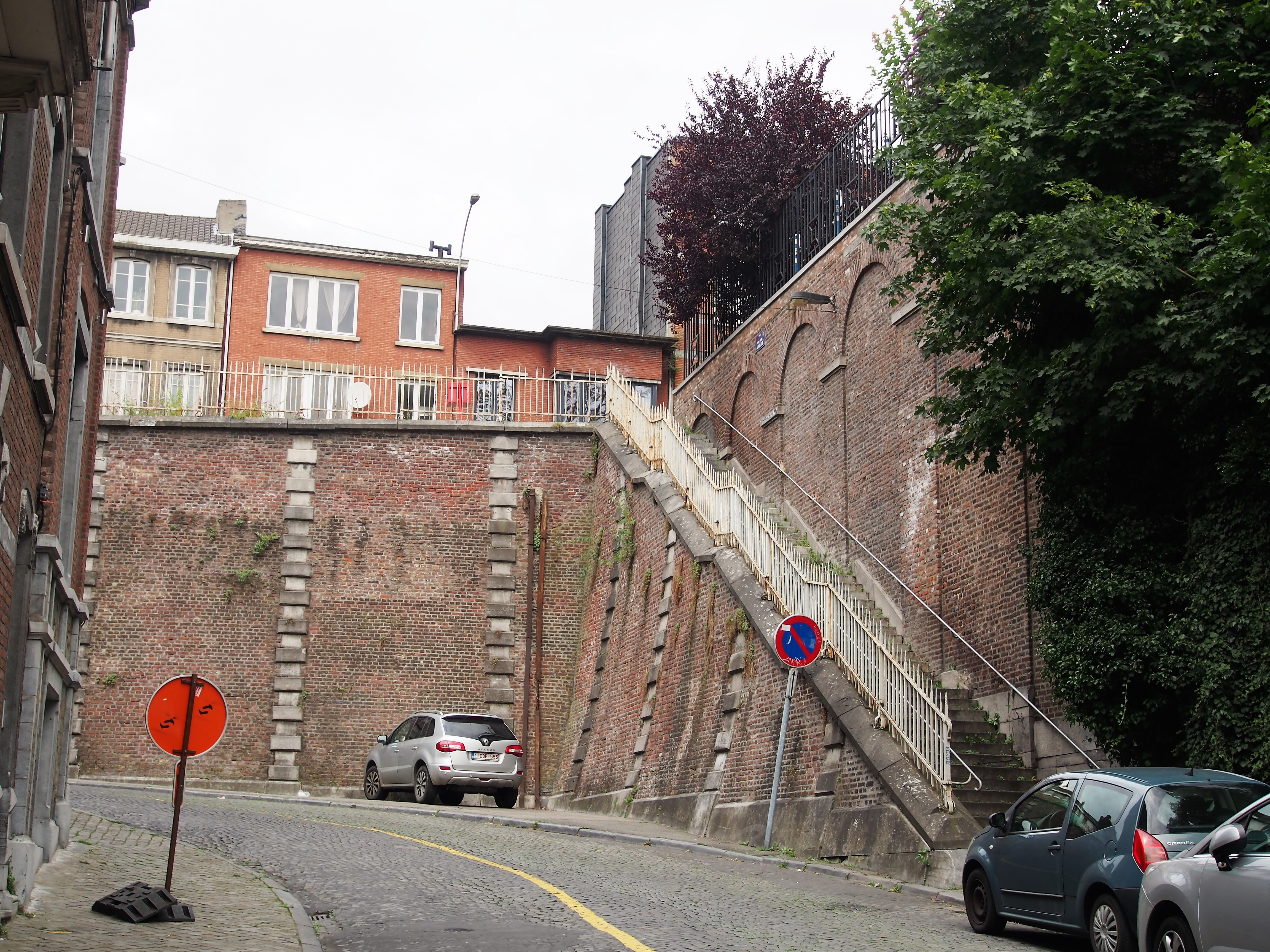
Les escaliers
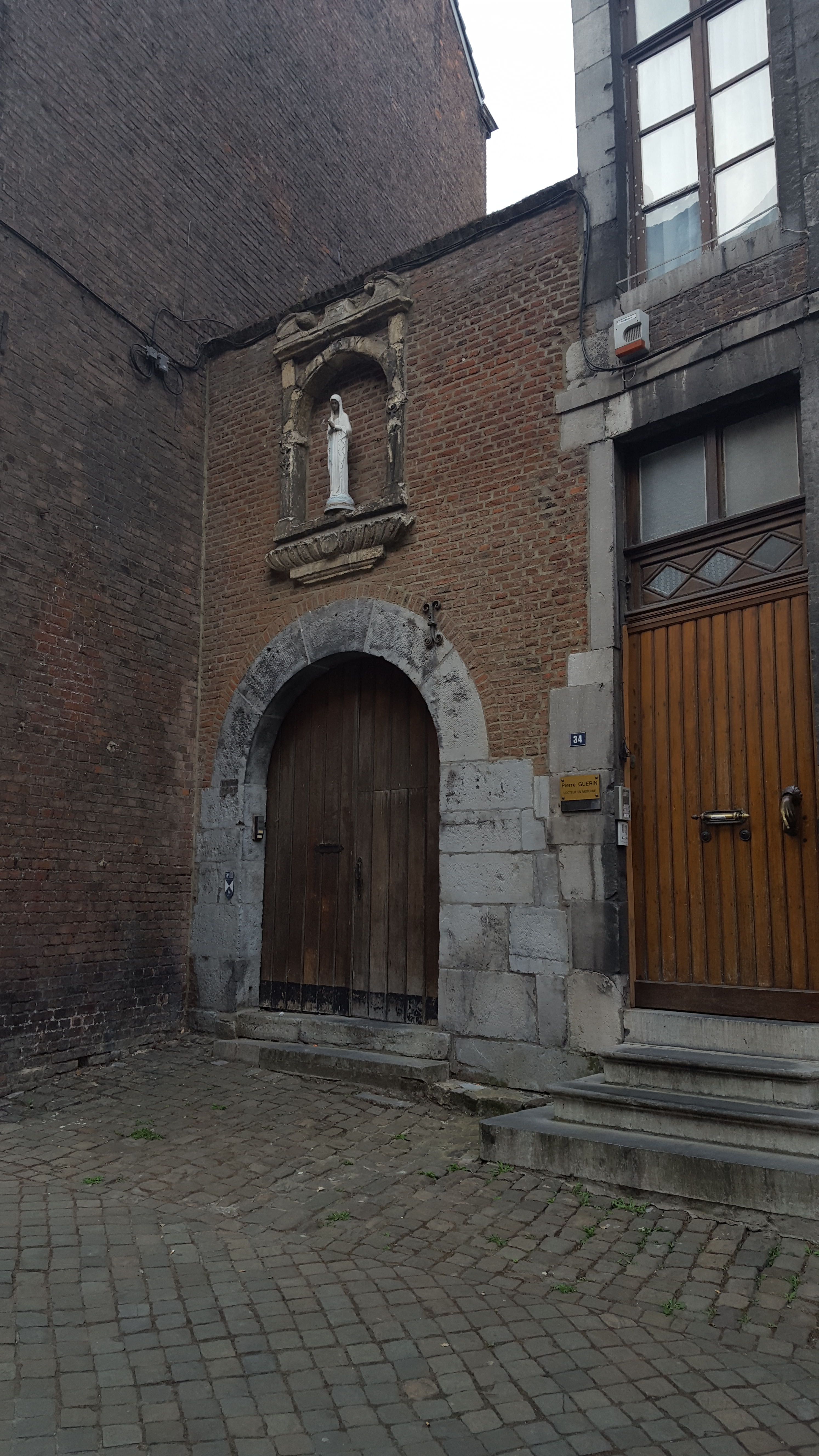
Le portail du no 36
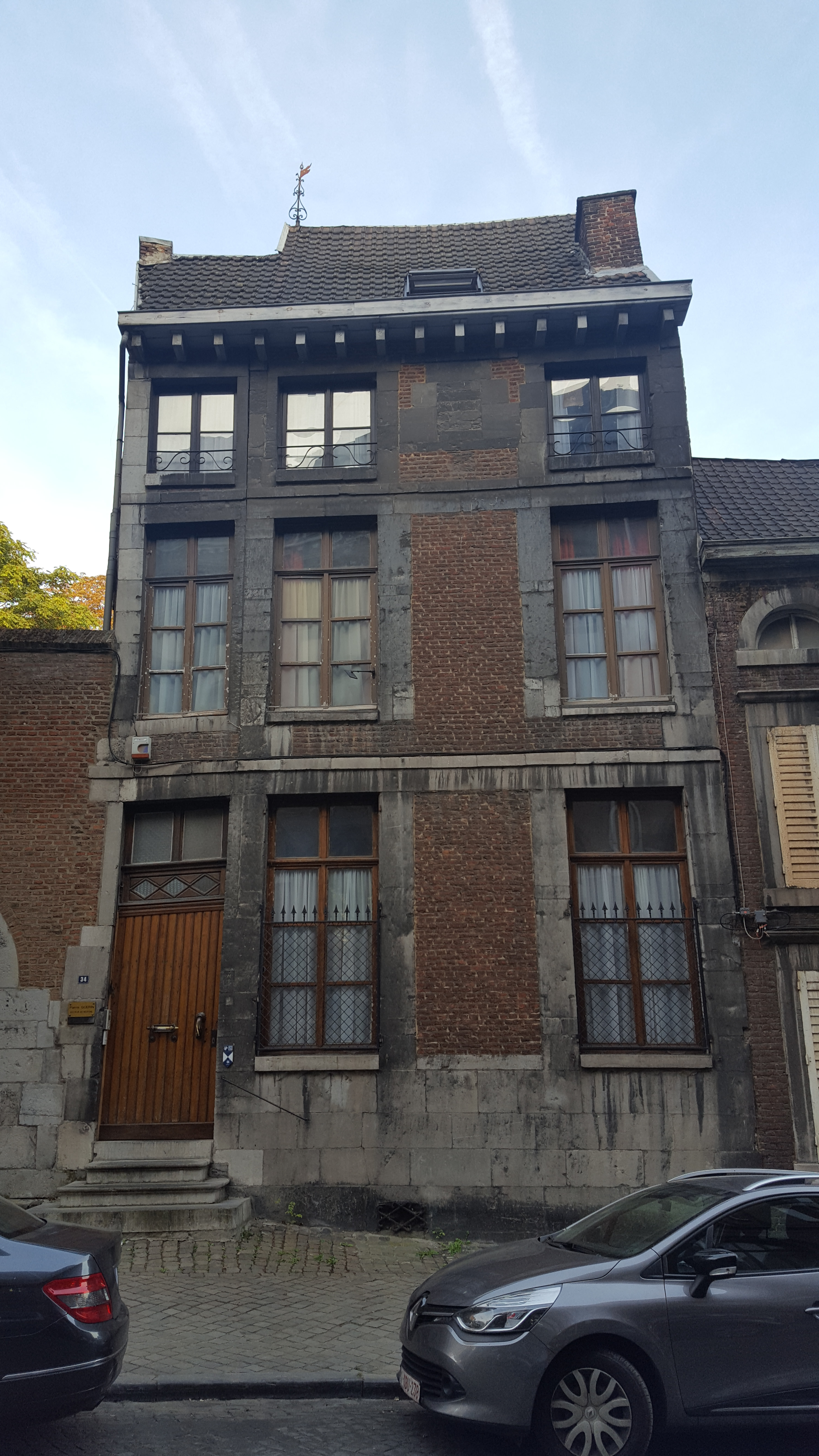
no 34

## Voiries adjacentes
- Rue Fond Saint-Servais
- Montagne Sainte-Walburge